# Моцерелия, Александр
Алекса́ндр Моцере́лия (груз. ალექსანდრე მოწერელია; род. 16 ноября 1972 года, Поти, Грузинская ССР) — грузинский государственный деятель, государственный уполномоченный (губернатор) в регионе Самегрело-Верхняя Сванетия с 20 августа 2018 года.

## Биография
Родился 16 ноября 1972 года в Поти.
Окончил инженерно-физический факультет Грузинского технического университета в 1995 году.
Работал инженером в морском порту Поти с 1994 по 1995 год, с 1995 по 1997 год работал в таможенных органах.
С 1998 по 2002 год был региональным представителем Magticom Ltd в регионе Самегрело-Верхняя Сванетия, с 2003 по 2004 год являлся начальником отдела Службы государственной безопасности Грузии.
С 2005 года занимался бизнес-проектами в сфере сельского хозяйства, с 2013 года был председателем правления Ассоциации производителей и экспортеров орехов Грузии.
20 августа 2018 года назначен государственным уполномоченным (губернатором) в регионе Самегрело-Верхняя Сванетия.
Женат, супруга — Лали (1978 г.р), трое детей — Ираклий (2002 г.р.), Анна (2000 г.р.) и Мариам (2014 г.р.).